# 1711 en musique classique
| \| • Retour à la chronologie générale de la musique classique • \| |
| Grèce • Rome • Haut Moyen Âge • VIIIe siècle • IXe siècle • Xe siècle • XIe siècle XIIe siècle • XIIIe siècle • XIVe siècle • XVe siècle • XVIe siècle • XVIIe siècle XVIIIe siècle • XIXe siècle • XXe siècle • XXIe siècle |
| • Retour à la chronologie générale de la musique classique • |

| Années en musique classique : 1708 - 1709 - 1710 - 1711 - 1712 - 1713 - 1714    |
| Décennies en musique classique : 1680 - 1690 - 1700 - 1710 - 1720 - 1730 - 1740 |

## Événements
- 29 janvier : création de Manto la fée, tragédie lyrique de Jean-Baptiste Stuck.
- 24 février : création de Rinaldo premier opéra londonien de Georg Friedrich Haendel.

## Œuvres
- L'estro armonico, publication de l'Opus 3 (12 concertos) d'Antonio Vivaldi par Estienne Roger à Amsterdam.
- Vermeerderde zede- en harpgezangen met zangkunst verrykt, de David Petersen.

## Naissances

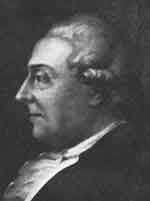
Giuseppe Bonno

- 12 janvier : Gaetano Latilla, compositeur et musicien italien († 12 janvier 1788).
- 29 janvier : Giuseppe Bonno, compositeur autrichien († 15 avril 1788).
- 5 février : Joseph Umstatt, compositeur autrichien († 24 mai 1762).
- 23 juin : Giovanni Battista Guadagnini, luthier italien († 18 septembre 1786).
- 11 septembre : William Boyce, compositeur britannique († 7 février 1779).
- 17 septembre : Ignaz Holzbauer, compositeur autrichien († 7 avril 1783).
- 5 novembre : Catherine Clive, comédienne et cantatrice anglaise († 6 décembre 1785).
- 23 novembre : Jean-Baptiste de Cupis de Camargo, violoniste et compositeur belge († 30 avril 1788).
- 25 décembre : Jean-Joseph Cassanéa de Mondonville, compositeur et violoniste français († 8 octobre 1772)

Date indéterminée :
- Charles Henri de Blainville, compositeur français († 1771).

## Décès
- 3 novembre : Ferdinand Tobias Richter, organiste et compositeur autrichien (° 22 juillet 1651).